# Célula mesenquimatosa
As células mesenquimatosas são células-tronco adultas, pertencentes ao mesênquima, um tecido embrionário. Também estão presentes na pessoa adulta, mas à medida que ele vai envelhecendo, a quantidade destas células no organismo vai diminuindo
Ela se diferencia em muitos tipos diferentes de células, como os fibroblastos, osteoblastos, condrócitos, leucócitos e o mastócito. São importantes na regeneração do tecido.
Essas células podem ser obtidas de diversos tecidos do corpo, como medula óssea, cordão umbilical, tecido adiposo e sangue menstrual